# 大沼心
大沼 心（おおぬま しん、1976年3月8日 - ）は、日本のアニメ監督・アニメ演出家・アニメーター。血液型O型・うお座。SILVER LINK.所属。東京都出身。

## 来歴
千代田工科芸術専門学校を卒業後、オフィス蒼に動画マンとして入り、アニメーターとして活動を始める。やがてフリーとなり原画マンとして活動後、演出家に転じる。
演出家として駆け出しの頃、新房昭之監督作品に参加。その際、新房が演出に求めるデジタル処理の要望に応えられたことがきっかけとなり、彼が監督を務める作品の主力スタッフとして数多くの作品に関わることとなる。
2007年、『ef - a tale of memories.』の監督を務め、これが事実上の初監督作品となる。その後、2009年放送の『夏のあらし! 〜春夏冬中〜』を最後に新房作品から離れ、『ef - a tale of memories.』を含めたシャフト作品の下請けを行っていたSILVER LINK.で監督を任されるようになる。
2015年現在は、SILVER LINK.所属のアニメーション監督として、活躍中である。

## 人物
自らAfter Effectsを習得し、『月詠 -MOON PHASE-』のオープニングなど自身で撮影処理も行う。
「ゲーム世代」を自認しており、ゲーム的なセンスを匂わせる演出が劇中に見られる。美少女ゲームを好み、美少女ゲーム原作のテレビアニメーション『ef - a tale of memories.』の監督には自ら立候補した。当初ゲーム業界を志向していたにもかかわらず、アニメ業界に入った動機は、ゲーム制作における絵の重要さを考えてのことだったという。漫画やアニメへの興味は、漫画家でのちにイラストレーターに転向した母の影響も大きいと語っている。
シルエットを用いた描写や光枠を用いた独特な演出など、新房の影響が多く見受けられる。オープニングアニメーションでは、シンプルな模様の背景やパステルカラーを使う他、キャラクターを歌に合わせて踊らせるなど多く特徴が見られる。
『ぱにぽにだっしゅ!』『ネギま!?』で2ちゃんねるネタ、『ef -a tale of memories』や『夏のあらし!』では東方Projectネタなど本編に関係ないネタを仕込むのも特徴である。

## 主な参加作品

### テレビアニメ
1996年
- こちら葛飾区亀有公園前派出所（動画・原画）

1997年
- 新・天地無用!（動画）
- 剣風伝奇ベルセルク（動画）

1998年
- サイレントメビウス（原画）
- デビルマンレディー（原画）

1999年
- 今、そこにいる僕（原画）
- ワイルドアームズ トワイライトヴェノム（原画）
- BLUE GENDER（原画）

2000年
- HAND MAID メイ（原画）
- 無敵王トライゼノン（原画）
- 銀装騎攻オーディアン（原画）

2001年
- 機動天使エンジェリックレイヤー（原画）
- 仰天人間バトシーラー（原画）
- 学園戦記ムリョウ（原画）
- チャンス〜トライアングルセッション〜（原画）
- あぃまぃみぃ!ストロベリー・エッグ（原画）
- HELLSING（原画）
- 魔法戦士リウイ（原画）
- ちっちゃな雪使いシュガー（原画）
- ガイスターズ FRACTIONS OF THE EARTH（原画）
- オフサイド（原画）

2002年
- シャーマンキング（原画）
- 七人のナナ（原画）
- はじめの一歩（原画）
- HAPPY★LESSON（原画）
- ぴたテン（原画）
- プリンセスチュチュ（原画）
- G-onらいだーす（原画）
- フルメタル・パニック!（原画）
- キディ・グレイド（原画）

2003年
- ドラゴンドライブ（原画）
- ふたつのスピカ（演出）

2004年
- GIRLSブラボー first season（原画）
- 頭文字D Fourth Stage（原画）
- Wind -a breath of heart-（演出）
- 月詠 -MOON PHASE-（絵コンテ、演出、9,14話OPディレクター、原画）

2005年
- こみっくパーティーRevolution（原画）
- あかほり外道アワーらぶげ（原画）
- ぱにぽにだっしゅ!（シリーズディレクター、絵コンテ、演出）

2006年
- ネギま!?（チーフディレクター、絵コンテ・演出、13,14話OPディレクター、EDディレクター）

2007年
- ひだまりスケッチ（OPディレクター）
- ef - a tale of memories.（監督、絵コンテ、演出、第二原画、OP絵コンテ・演出）

2008年
- ひだまりスケッチ×365（演出、OPディレクター）
- ef - a tale of melodies.（監督、絵コンテ、演出、OP絵コンテ・演出）

2009年
- 夏のあらし!（シリーズディレクター、絵コンテ、演出、OP&EDディレクター）
- 化物語（演出、9話・10話OPディレクター）
- 夏のあらし! 〜春夏冬中〜 （シリーズディレクター、絵コンテ、演出、OP&EDディレクター）

2010年
- バカとテストと召喚獣（監督、絵コンテ、演出、OP&ED2絵コンテ・演出）

2011年
- レベルE（絵コンテ）
- バカとテストと召喚獣にっ!（監督、脚本、絵コンテ、演出、OP&11話ED絵コンテ・演出）
- C3 -シーキューブ-（監督、絵コンテ、OP絵コンテ・演出）

2012年
- 黄昏乙女×アムネジア（監督、絵コンテ、演出）
- ココロコネクト（総監督）
- お兄ちゃんだけど愛さえあれば関係ないよねっ（絵コンテ）

2013年
- Fate/kaleid liner プリズマ☆イリヤ（監督）
- 私がモテないのはどう考えてもお前らが悪い!（監督）
- 囮物語（OPディレクター）

2014年
- のうりん（監督、OP絵コンテ・演出）
- 六畳間の侵略者!?（監督、OP絵コンテ・演出）
- Fate/kaleid liner プリズマ☆イリヤ ツヴァイ!（総監督）

2015年
- Fate/kaleid liner プリズマ☆イリヤ ツヴァイ ヘルツ!（総監督）
- ケイオスドラゴン 赤竜戦役（絵コンテ）
- 落第騎士の英雄譚（監督、絵コンテ、演出、OP絵コンテ・演出）

2016年
- あんハピ♪（監督、絵コンテ、演出、OP絵コンテ・演出）
- ブレイブウィッチーズ（OP絵コンテ・演出）
- Fate/kaleid liner プリズマ☆イリヤ ドライ!!（総監督、ED絵コンテ・演出）
- ステラのまほう（絵コンテ）

2017年
- 妹さえいればいい。（監督、OP絵コンテ・演出）

2018年
- デスマーチからはじまる異世界狂想曲（監督）
- Butlers〜千年百年物語〜（演出）
- すのはら荘の管理人さん（総監督）
- あかねさす少女（絵コンテ）

2019年
- ナカノヒトゲノム【実況中】（監督、絵コンテ、演出）

2020年
- 痛いのは嫌なので防御力に極振りしたいと思います。（監督、演出）
- 魔王学院の不適合者 〜史上最強の魔王の始祖、転生して子孫たちの学校へ通う〜（総監督）
- キミと僕の最後の戦場、あるいは世界が始まる聖戦（監督）

2021年
- Deep Insanity THE LOST CHILD（監督・絵コンテ）

2023年
- 痛いのは嫌なので防御力に極振りしたいと思います。2（監督）
- 魔王学院の不適合者 II 〜史上最強の魔王の始祖、転生して子孫たちの学校へ通う〜（総監督・絵コンテ）
- ラグナクリムゾン（OP絵コンテ・演出）

2025年
- プリンセッション・オーケストラ（監督・OPコンテ・OP演出）

### 劇場アニメ
2017年
- 劇場版 Fate/kaleid liner プリズマ☆イリヤ 雪下の誓い（監督、絵コンテ、演出）

2021年
- 劇場版 Fate/kaleid liner プリズマ☆イリヤ Licht 名前の無い少女（監督、絵コンテ、演出）

2023年
- 劇場版 乙女ゲームの破滅フラグしかない悪役令嬢に転生してしまった…（原画）

### OVA
1999年
- ツインビーPARADISE（原画）

2000年
- 銀河英雄伝説外伝第2期「叛乱者」（原画）

2001年
- マジンカイザー（原画）

2002年
- こすぷれCOMPLEX（原画）

2003年
- 清純看護学院 新人ナース"祐未"恥虐の看護実習（18禁、演出）
- がぁーでぃあんHearts（原画）
- とらいあんぐるハート 〜Sweet Songs Forever〜（3話絵コンテ、演出、原画）
- ジャングルはいつもハレのちグゥ デラックス（6巻原画）

2004年
- 夏色の砂時計（絵コンテ、演出、原画）

2006年
- ネギま!?春版（監督、演出）
- ネギま!?夏版（監督、OP演出、ED演出）

2008年
- 魔法先生ネギま! 〜白き翼 ALA ALBA〜（EDディレクター）

2009年
- 魔法先生ネギま! もう一つの世界（OP演出、EDディレクター）

2011年
- バカとテストと召喚獣 〜祭〜（監督、絵コンテ、ED絵コンテ・演出）

2019年
- Fate/kaleid liner Prisma☆Illya プリズマ☆ファンタズム（監督）

### ゲーム
- 卒業 〜Next Graduation〜（2005年、原画）
- 卒業 〜2nd Generation〜（2006年、原画）
- ef - the latter tale（2008年、エピローグアニメーション監督）